# Estoa de los etolios
La Estoa de los etolios, conocida también como Pórtico occidental, es uno de los edificios más grandes de Delfos, situado fuera del recinto sagrado del santuario de Apolo.

## Descripción
Es un gran estoa situado al oeste del recinto sagrado de Apolo en Delfos. Mide 72,60 m de largo y 11,60 m de ancho. Estaba provista de una doble columnata: la exterior constaba de 29 columnas y la interior de 15. Probablemente se construyó inicialmente en el siglo IV a. C. Sin embargo, se ha asociado con la Liga Etolia y su creciente poder e influencia sobre Delfos en el III a. C. La razón podría ser que albergaba armas dedicadas por los etolios como parte de su botín tras su victoria sobre las tribus galas en la batalla de las Termópilas en 279 a. C.

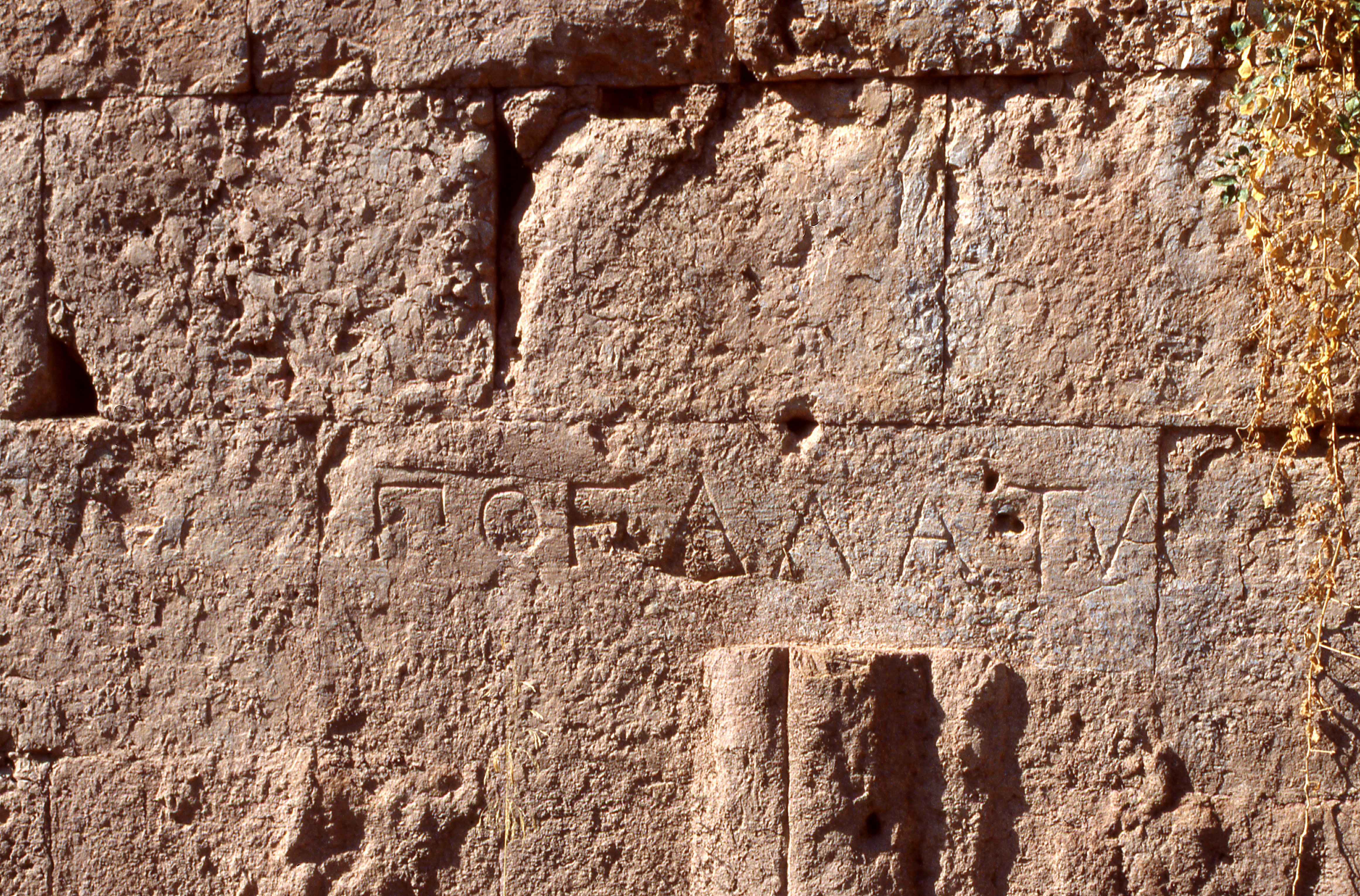
Parte de la inscripción que registra la dedicación por parte de los etolios de las armas capturadas a los galos.

Ha habido varias interpretaciones del monumento. Un estudio detallado de los restos ofreció una visión fascinante sobre la forma en que las armas y armaduras se sujetaban al monumento para ser expuestas. Algunos estudiosos creen que pudo utilizarse como arsenal desde el principio, mientras que otros concluyen que adquirió este uso solo después de las invasiones galas. Existe un consenso general en que el edificio se asoció al esfuerzo deliberado de la Liga Etolia por ser conmemorada en el santuario a través de una serie de exvotos y monumentos menores establecidos en el lugar a instancias suyas.